# Első Francia Császárság
A Francia Császárság (franciául: Empire Français, latinul: Imperium Francicum) egy történelmi francia államalakulat, amely 1804 és 1814 között (valamint száz nap erejéig 1815-ben) állt fenn, I. Napóleon uralkodása alatt. Birodalma jelentette a francia hegemóniát a 19. századi Európában. Nem tévesztendő össze a francia gyarmatbirodalommal, amely már a 17. század eleje óta létezett. A császárság volt hivatott felváltani a francia forradalom során kikiáltott Első Köztársaságot, amelynek Napóleon már 1799 óta az Első Konzulja volt. I. Napóleon uralkodásának idejét később Első Francia Császárság (franciául: Premier Empire français) néven kezdték nevezni, hogy megkülönböztessék unokaöccsének, III. Napóleon császárnak Második Császárságától (franciául: Second Empire français), amely 1852 és 1870 között állt fenn.

## Előzmények
Franciaország államformájának fejlődése az köztársaságtól a császárság felé Napoléon Bonaparte pályájának felfelé íveléséhez kötött. A francia forradalom kezdetén kisnemes családból származó fiatal tiszt volt a királyi hadseregben és a forradalom idején folytatta pályafutását. 1793. december 19-én tüntette ki magát először Toulon angol megszállás alóli felszabadítása alkalmával, majd hamarosan tábornok lett. 1795. október 5-én Párizsban tartózkodott és fontos szerepet töltött be egy monarchista felkelés leverésében. Franciaország háborúban állt 1792 óta egy első ellene alakult koalícióval, melynek tagjai az Osztrák Birodalom, a Porosz Királyság, Nagy-Britannia és Írország Egyesült Királysága, Spanyolország, az Egyesült Tartományok (a majdani Hollandia) és a főbb német és itáliai fejedelemségek voltak. 1796-ban Bonapartét megbízták az Itáliában harcoló hadtest parancsnokságával, és győzelmek sorozatát érte el. Ennek következtében 1797-ben néhány ún. „testvérköztársaság” alakult meg, amelyeket a francia köztársasági alkotmány szellemében kormányoztak. Ugyancsak Bonaparte vezetett egy egyiptomi hadjáratot, előbb győzelmekkel, majd vereségekkel. 1799-ben Franciaország belső és külső nehézségei súlyosbodtak. Bonaparte, akinek politikai ambíciói voltak, megtudta ezt, egy másik tábornoknak adta át a seregének parancsnokságát és visszatért Franciaországba, miután utolsó egyiptomi csatájában legyőzte a török hadsereget.
Bonaparte 1799. október 9-én érkezett Franciaországba, és úgy fogadták, mint egy dicsőséges hadvezért. Az országban a Direktórium politikai rendszere honolt. Parlamentje a Vének Tanácsából és az Ötszázak Tanácsából állt. Az előbbit a forradalom befejezésének hívei uralták, az utóbbit pedig neojakobinusok, akik hűek voltak a forradalmi eszmékhez. A végrehajtó hatalmat bíró Direktórium öt tagja közül kettő a forradalom befejezését akarta és államcsínyt készített elő, melybe Bonaparte arra a másodlagos szerepre volt hivatott, hogy biztosítsa az összeesküvés katonai támogatását. Az államcsíny 1799. november 9–10-én (brumaire 18–19-én a francia forradalmi naptár szerint) zajlott le, és Bonaparte átvette az utólagos események irányítását.
Ezzel az államcsínnyel a forradalom véget ért. Kidolgozták az 1799-es alkotmányt, amely a Konzulátus rendszerét vezette be. A végrehajtó szerv három konzulból állt, akiket tíz évre választottak meg és akárhányszor lehetett őket újra választani. Bonaparte volt a gyakorlatilag teljhatalommal rendelkező Első Konzul, úgy a többi két konzul, mint a négy kamarából álló parlament felett. 
Mivel a Konzulátus sikeres volt a belső helyzet stabilizálása terén, és sikerült békét kötni Nagy-Britanniával, Bonaparte nagyon népszerű lett, és 1802. augusztus 4-én örökös konzulnak tették meg új alkotmány elfogadása nyomán. Két évvel később császárnak kiáltották ki, és az 1804. május 18-án megszavazott alkotmány szabályozta az új rendszert.

## A császárság felállítása
Az új alkotmány szerint Franciaország továbbra is hivatalosan köztársaság volt, de Napóleon kormányozta „a franciák császára” címmel, és ez a tisztség örökletes volt családján belül.
A parlament ugyanaz maradt, mint az 1799-es alkotmány szerinti. Kamarái az Állami Tanács, a Tribünök Gyűlése, a Törvényhozó Testület és a Szenátus voltak. Hat ún. „főméltóság”-ot is kinevezett Napóleon, a Nagy Elektort, a Birodalom Archikancellárját, az Állam Archikancellárját, az Archikincstárnokot, a Főparancsnokot és a Nagy Tengernagyot. Ezek a két másik volt konzul és Napóleon családtagjai voltak. Tiszteletbeli méltóságok voltak, de lehetővé tették olyan állami szervek tagságát, mint a császár személyes tanácsadói testülete és a nagy tanácsadói testülete. Ún. „nagy tisztek” testületét is megalakította. Tagjai között katonák közül olyan tábornokok voltak, akik marsalli címet kaptak, „főezredesek” és főfelügyelők, civilek közül pedig a „korona tisztjei”, akik „a császári ház”-at igazgatták. Újraszervezte a minisztériumokat is.
1804 júniusában népszavazást tartottak a császári cím örökléséről, amint azt az alkotmány határozta meg. Eredménye 3 524 254 „igen” szavazat volt 2579 „nem” ellenében.
1804. december 2-án történt meg Napóleon megkoronázása a Notre-Dame székesegyházban. Részt vett rajta VII. Piusz pápa is, aki a koronázási istentiszteletet folytatta le és megáldotta a birodalmi jelvényeket. Maga Napóleon helyezte fejére a koronát, majd feleségét, Joséphine de Beauharnais-t koronázta meg. Azután Napóleon letette az alkotmányban előírt esküt, mely főleg a köztársaság területi sértetlenségére, a pápasággal kötött konkordátum betartására, a vallási szabadság, a jogegyenlőség, valamint a politikai és polgári szabadság szavatolására vonatkozott..

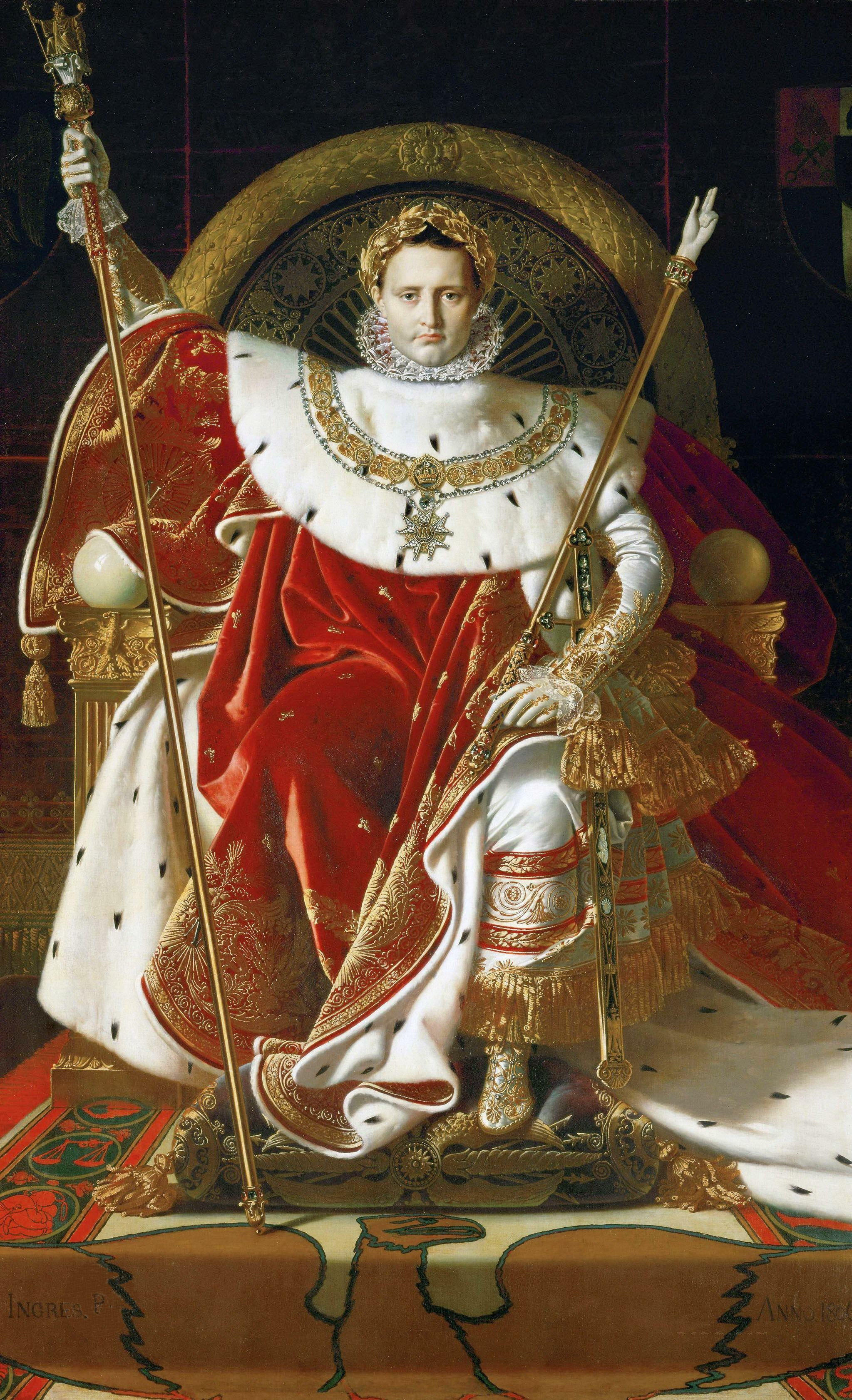
I. Napóleon a császári trónon

Napóleon egyidőben a lakosság által elfogadott uralkodó és lényegében monarchiaellenes forradalom utódja volt, és így látták külföldön. Ez a kétértelműség képezte rendszere gyengéjét.
Napóleon elkezdte elfoglalt területek szervezését, egyesekét mint Franciaországhoz csatolt területeket, másokat mint csatlós fejedelemségeket vagy királyságokat. 1805. március 17-én egyesítette az előzőleg elfoglalt Luccai Köztársaságot és Piombinói Hercegséget Luccai és Piombinoi Hercegség néven és nővérét, Elisa Bonaparte birodalmi hercegnőt nevezte ki államfőjének, aki férjével együtt kormányozta. Később, 1805. június 6-án Franciaországhoz csatolta az 1797-ben elfoglalt és Ligur Köztársasággá változtatott volt Genovai Köztársaságot, melyet három francia megyeként szerveztek meg.

## A harmadik koalíciós háború

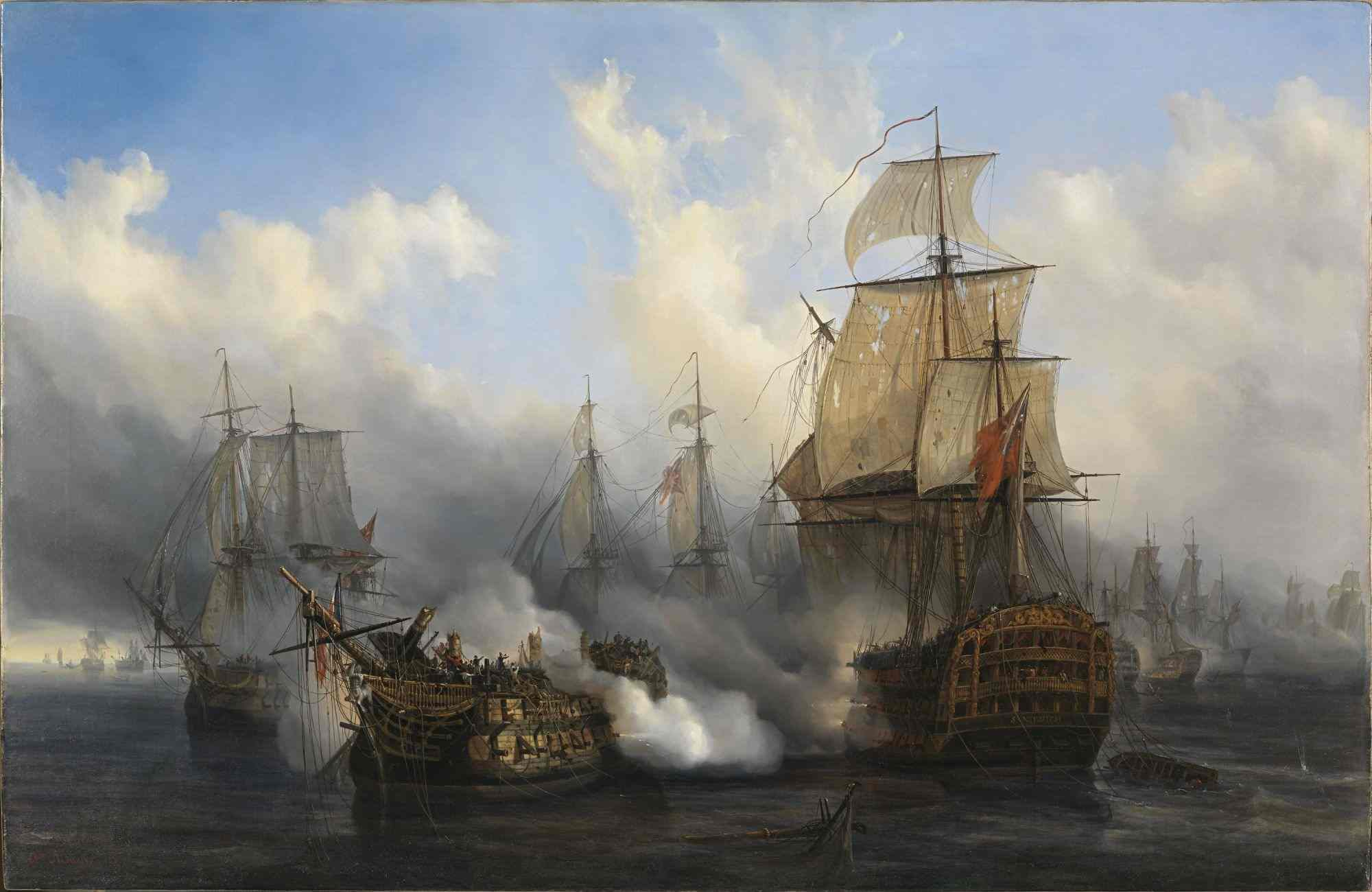
A trafalgari csata

1805-ben Ausztria és Oroszország egy Nagy-Britannia által finanszírozott harmadik koalíciót alkottak Franciaország ellen. A francia birodalmi hadsereget újraszervezték Napóleon főparancsnokságával és Grande Arméenak (Nagy Hadseregnek) nevezték el.
Napóleon gyengíteni szerette volna Nagy-Britanniát a tengereken. A francia flotta a spanyollal együtt 1805. október 21-én Trafalgarnál összecsaptak a Horatio Nelson tengernagy vezette angol flottával. Nelson elesett, de az angolok győztek, és ők maradtak a tengerek urai.

### Az első németországi és ausztriai hadjárat

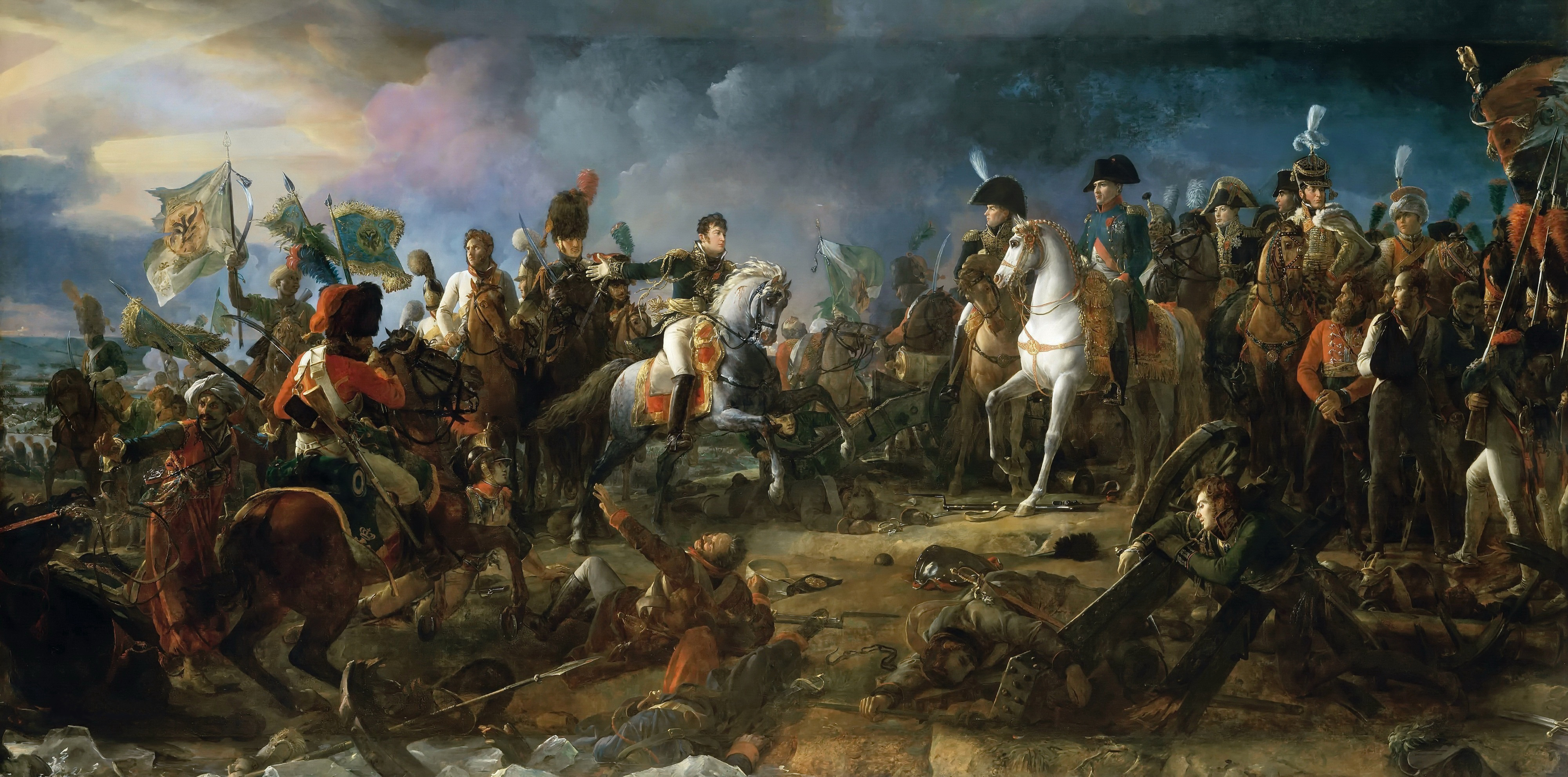
Az austerlitzi csata

1805. szeptember 8-án az osztrákok Bajor Választófejedelemségbe hatoltak, szeptember 14-én elfoglalták Münchent, majd Ulm körül helyezkedtek el, de október 15-én a franciák megtámadták és arra kényszerítették őket, hogy a városba meneküljenek, majd ostrom alá vették a várost. Az ulmi csata október 20-ig tartott, amikor az osztrákok kapituláltak, majd a franciák Münchent is elfoglalták. November 13-án a Nagy Hadsereg belépett a védelem nélkül hagyott Bécsbe, majd Morvaországba hatolt, de nem tudta megakadályozni két orosz hadtest (az egyik Kutuzov tábornok, a másik I. Sándor orosz cár parancsnoksága alatt) egyesülését I. Ferenc osztrák császár csapataival. Mégis Napóleonnak sikerült elhitetni az ellenfeleivel, hogy kevés katonája van. Több volt neki, mint amennyiről tudtak az ellenfelek, mégis kevesebb, mint az ellenfeleknek, de ennek dacára legyőzte őket 1805. december 2-án az auszterlitzi csatában.
Az osztrákok tűzszünetet kértek és ebben december 6-án állapodtak meg azzal a kikötéssel, hogy az orosz csapatok hagyják el Ausztriát, majd december 26-án békét kötöttek Pozsonyban. Ausztria elismerte Itália átrendezését Franciaország által, a Bajorország és Württemberg választófejedelmeinek adományozott királyi címet, a Helvét Köztársaság (Svájc) és a Batáviai Köztársaság (Hollandia) Franciaország csatlós államai függetlenségét. Továbbá Ausztria lemondott az ugyancsak Napóleon által kialakított Itáliai Királyságról, Velencével és ennek régiójával együtt, Isztriáról és Dalmácia egy részéről. Bajoroszágnak, Badennek és Württenbergnek is kénytelen volt átadni egyes területeket. Ugyanakkor 40 millió francia franknyi háborús jóvátételt vállalt kifizetni Franciaországnak. Közben Napóleon semlegesítette Poroszországot szövetségesévé téve azzal, hogy átadta neki az előbb elfoglalt Braunschweig–Lüneburgi Választófejedelemséget, mely perszonálunióban volt Nagy-Britanniával.

### A Nápolyi Királyság elfoglalása és Németország átrendezése
Ausztria kikerült a koalícióból, Nagy-Britannia és Oroszország pedig nem bocsátkoztak harcokba. Napóleon elhatározta a Nápolyi Királyság elfoglalását és ezzel egy André Masséna marsall vezette hadtestet bízott meg, akit Napóleon fivérével, Joseph Bonaparte-tal együtt küldött oda. 1805. december 29-én foglalták el Nápolyt, és I. Ferdinánd király a Szicíliai Királyságba menekült. 1806. március 30-án Napóleon fivérét tette meg királlyá és a Nápolyi Királyság a birodalom csatlós állama lett.
Az austerlitzi csata nyomán tizenhat kis nemét állam beleegyezett 1806. július 12-én az ún. „Rajnai Szövetség” belőlük való megalkotásába francia protektorátus alatt. Ezzel Napóleon véget vetett a Német-római Birodalomnak.

## A negyedik koalíciós háború

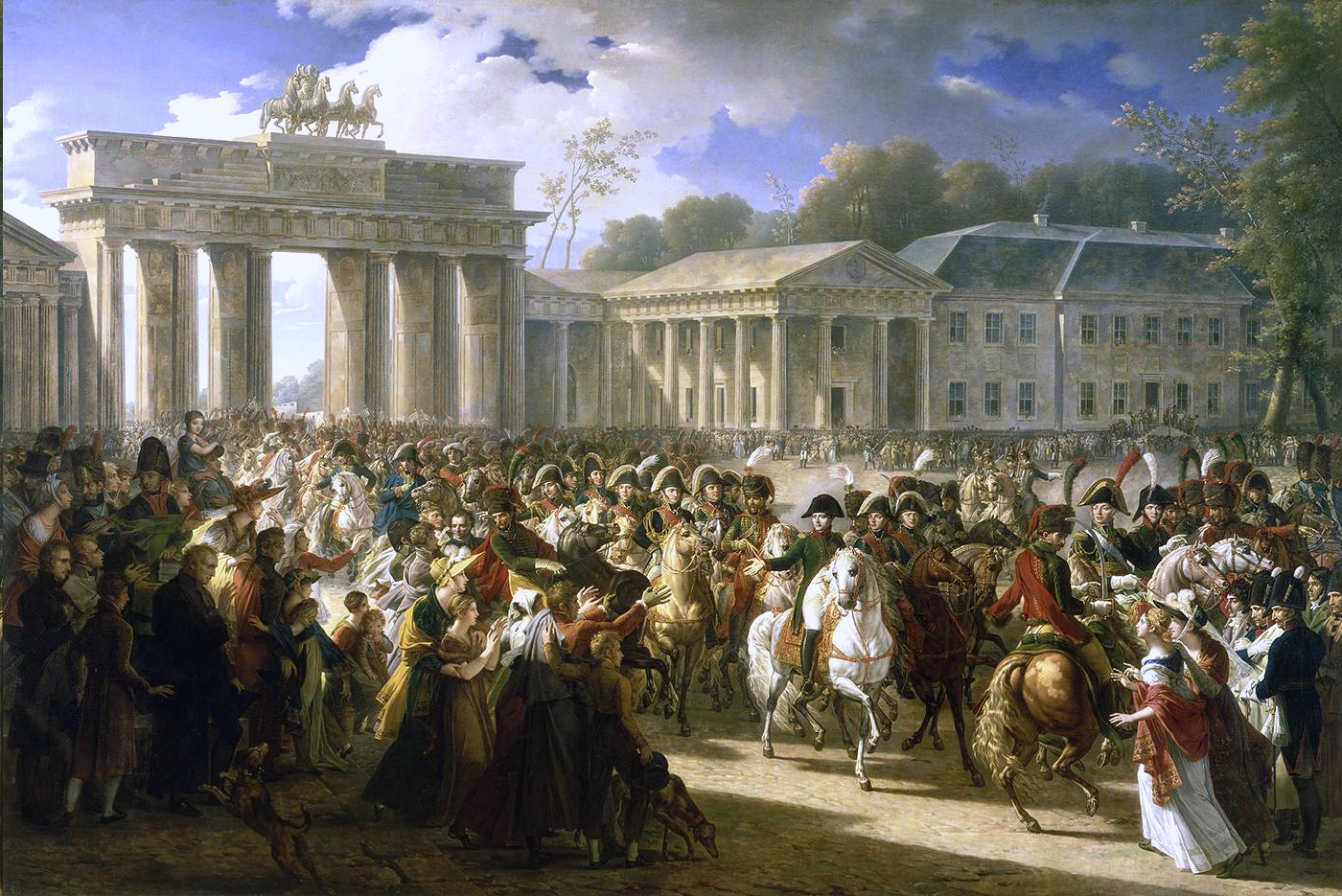
A francia hadsereg Berlinben, 1806-ban

1806 novemberében újabb koalíció jött létre Franciaország ellen Poroszország, Nagy-Britannia, a Szász Választófejedelemség és Svédország részvételével. Poroszország ultimátumot küldött Franciaországnak, háborúval fenyegetve meg, ha nem hagyja el Németországot, és Napóleon azzal válaszolt, hogy elindult seregével Szászország felé. A franciák megnyertek egy első csatát Saalfeldnél és gyors ütemben kelet felé haladtak. Megsemmisítették a porosz csapatokat a jénai és az auerstädti csatákban, majd Stettinig (Szczecinig) jutottak el. Október 27-én Napóleon bevonult serege élén Berlinbe.
Franciaország békét kötött a Szász Választófejedelemséggel, a Szász Királysággá tette és arra kényszerítette, hogy lépjen be a Rajnai Szövetségbe.
A poroszok legyőzése után Napóleon elhatározta Lengyelország azon részének lerohanását, amelyet Poroszország kapott 1795-ben, miután Ausztriával és Oroszországgal együtt felosztották maguk között. A lengyel lakosság felszabadítókként fogadta a franciákat. Az orosz hadsereg egyelőre nem lépett közbe és Joachim Murat marsall elfoglalta Varsót november 28-án, majd Napóleon is bevonult a városba december 19-én. A franciák Lengyelországban maradtak telelni és pihenni, erősítéseket várva Franciaországból, de december 22-én összecsapások kezdődtek a Bennigsen tábornok vezette orosz csapatokkal. A franciák megnyertek néhány csatát, 1807 február 8-án nagyon kemény, de határozatlan eredményű csata volt Eylaunál, jelentős veszteségekkel mindkét részről, és az oroszok visszavonultak. A francia hadsereg tavasszal folytatta a hadjáratot és elfoglalta Dantzig (Gdańsk) városát 1807. május 24-én, majd június 10-én megvívta az orosz sereggel a heilsbergi csatát. Megfutamította és Friedlandig űzte, ahol döntő győzelmet ért el június 14-én. I. Sándor cár tárgyalásokat kezdeményezett Napóleonnal, és a két uralkodó aláírta június 7-én a tilsiti békeszerződést, melyben Oroszország elismert minden Napóleon által végzett változtatást Európában. Június 9-én ugyancsak Tilsitben Poroszországgal is békét kötöttek. Az ezáltal elfoglalt területekből a Vesztfáliai Királyság lett, mely királyának Napóleon fivérét, Jérôme Bonaparte-ot tette meg. Lengyelország azelőtt Poroszországhoz tartozó része a Varsói Hercegség lett perszonálunióban a Szász Királysággal, és ezzel gyakorlatilag a Rajnai Szövetség része.
Közben 1806. november 21-én Berlinben Napóleon elrendelte az ún. „kontinentális zárlat”-ot abból a célból, hogy megakadályozza Nagy-Britannia kereskedelmét Franciaországgal és csatlós államaival, tönkreteendő ezzel Nagy-Britanniát. Utólag más országokat is rákényszerített arra, hogy csatlakozzanak a zárlathoz, például Dániát, Svédországot és Oroszországot, súlyos válságot okozva ezzel Nagy-Britanniában.

## A Félszigeti háború

Május 3-a, Francisco de Goya az 1808. május. 2-i madridi felkelés megtorlását illusztráló festménye

Napóleon nem tudta meggyőzni Portugáliát, hogy csatlakozzon a kontinentális zárlathoz, és ezért le akarta rohanni. 1807. október 27-én megállapodott Spanyolországgal, hogy osszák fel Portugáliát. Egy francia hadtest átvágott Spanyolországon, legyőzte a portugál hadsereget és november 30-án bevonult Lisszabonba, miután a portugál király elmenekült Brazíliába az angolok segítségével.
IV. Károly spanyol király és fia, Ferdinánd között konfliktus robbant ki. Az utóbbi a trónra akart kerülni Napóleon segítségével. IV. Károly lemondott fia javára, aki VII. Ferdinánd lett. Később meggondolta magát és megkérte Napóleont, hogy bíráskodjon közte és fia között. Napóleon mindkettőt meghívta erre Bayonne-ba. Közben Madridban népfelkelés tört ki május 2-án, melyet a francia csapatok durván levertek. Május 9-én Napóleon rákényszerítette a spanyol királyi családot, melyet nem engedett vissza Spanyolországba, hogy mondjon le a trónról Joseph Bonaparte javára, aki addig Nápoly királya volt. Helyette Napóleon sógorát, Murat-t ültette a nápolyi trónra.
A spanyolok egy része, főleg parasztok, akiket papok és egyes nemesek vezettek, felszabadító háborút indítottak. Ellenben más részük, liberális meggyőződésű városi polgárok, akiket a Napóleon birodalmában bevezetett reformok vonzottak, az új király pártján álltak. Ez július 20-án érkezett Madridba, de egy francia hadtestet legyőztek a hazafias felkelők Bailénnél, és Joseph Bonaparte július 30-án elhagyta egy időre Madridot.
1808 augusztusában Arthur Wellesley, a majdani Wellington herceg vezetésével angol csapatok szálltak partra Portugáliában. Augusztus 21-én legyőzték a franciákat, ezek augusztus 30-án kapituláltak és elhagyták Portugáliát, de a félszigeti háború 1814-ig fog tartani.

## Az ötödik koalíciós háború

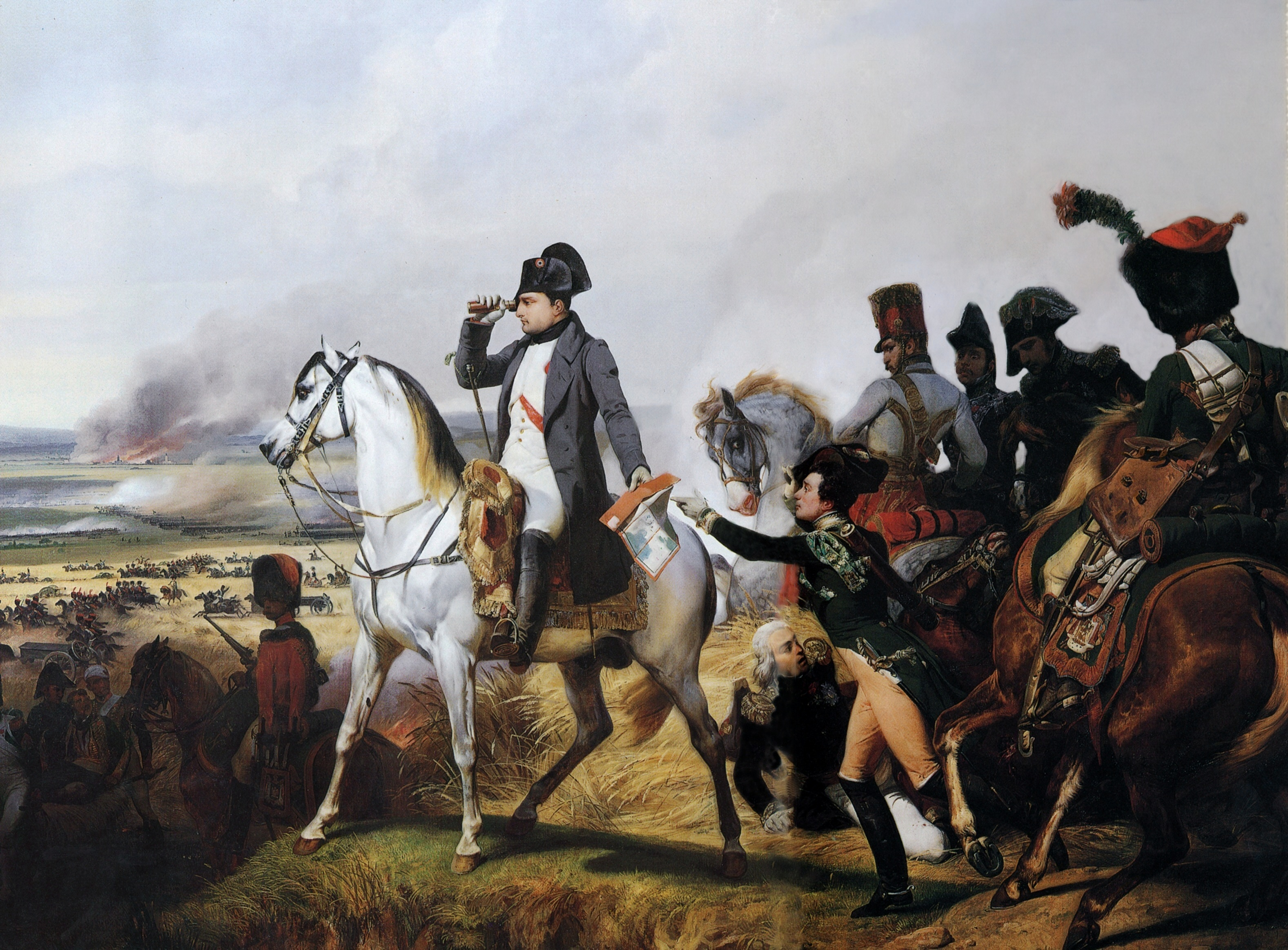
Napoleon a wagrami csatában

A franciák veresége Bailénnél hazafias érzelmeket ébresztett fel Ausztriában, melyet Nagy-Britannia támogatott. 1809. Április 8-án az osztrákok megtámadták Bajorországot, de Napóleon ellentámadásba lendült, több csatában győzött és május 13-án elfoglalta Bécset. Másnap egy Eugène de Beauaharnais vezette francia–olasz sereg legyőzött egy másik osztrák hadtestet a győri csatában. Egy első kudarc után Napóleonnak sikerült átkelnie a Dunán és Eugène de Beauaharnais-val együtt július 6-án legyőzte az osztrákokat a wagrami csatában. Ausztria tűzszünetet kért.
Franciaellenes mozgolódások kezdődtek Németországban is, de elszigetelten egymástól, és ezért könnyű volt leverni. Az angolok elindították a walchereni hadjáratot, partraszálltak a Walcheren-szigeten Antwerpen elfoglalása céljából, de vereséget szenvedtek.
Közben VII. Piusz pápa kiátkozta Napóleont, mert május 17-én beolvasztotta a pápai államot birodalmába. Válaszul a franciák letartóztatták a pápát a július 5-éről 6-ára virradó éjszakán anélkül, hogy Róma ellenállt volna.
Napóleon Schönbrunnban kvártélyozott be és hosszadalmas tárgyalásokat kezdett Ausztriával. 1809. október 14-én aláírták a schönbrunni békét, amely értelmében Ausztria területeket vesztett Bajorország, Szászország és Oroszország javára. Az előzőleg elfoglalt és az Itáliai Királysághoz csatolt Dalmácia részéhez és Raguzai Köztársasághoz Napóleon hozzáadta a Karintiai Hercegség egy részét, Kelet-Tirolt, Isztriát, Triesztet, a Görz és Gradisca Grófságot, Krajnát és Horvátország a Szávától délre elterülő részét. Ezekből megalakította a Illír Tartományokat, melyeket Franciaországhoz csatolt.
1809. december 15-én Napóleon elvált Joséphine de Beauharnais-tól, akitől nem született gyereke, majd 1810. április 2-án házasságot kötött Mária Ludovikával, I. Ferenc osztrák császár lányával.

## A császárság fénykora

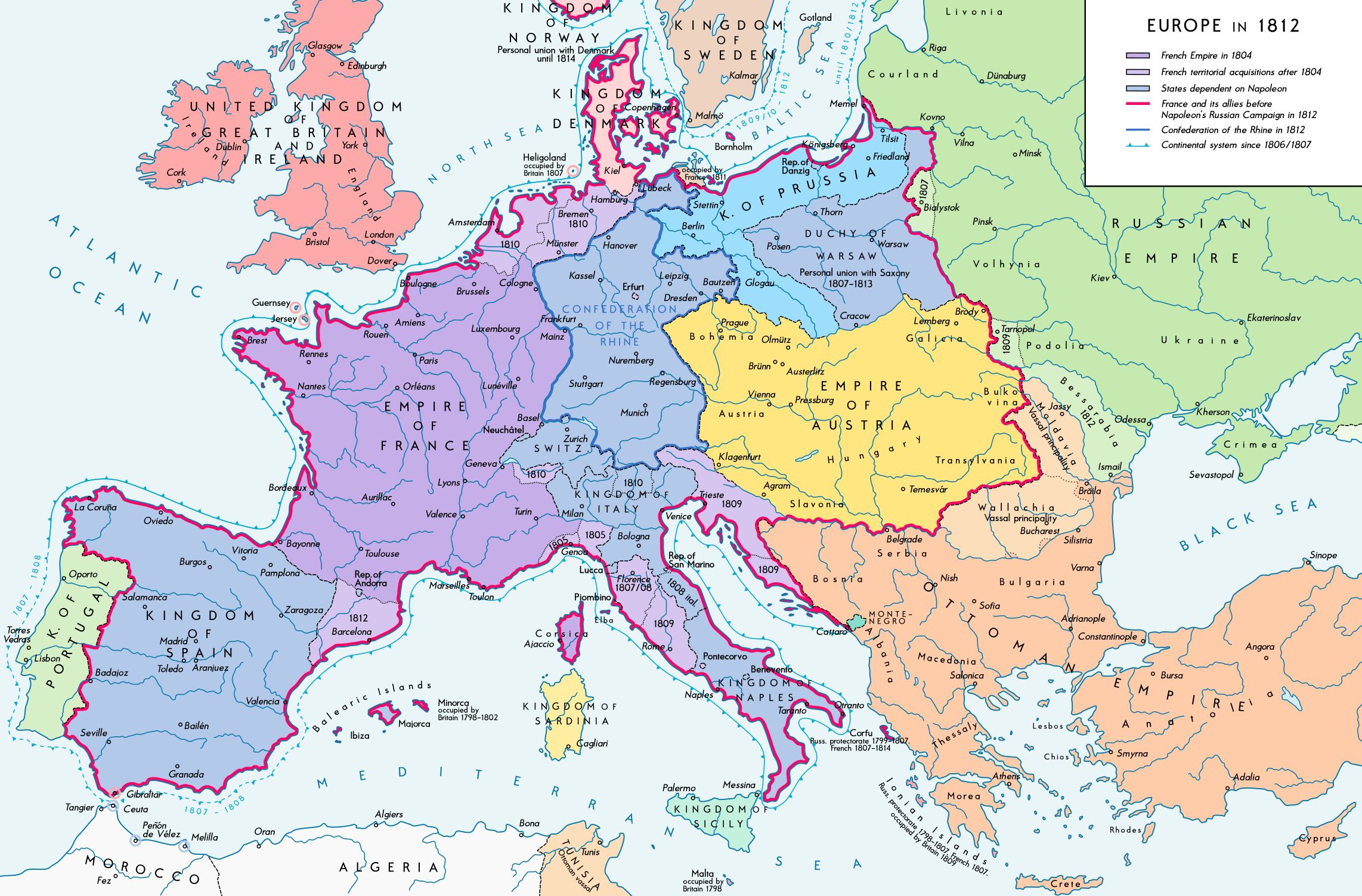
Az Első Francia Császárság fénykorában, csatlós államai és a vele szövetséges államok 1812-ben

Franciaország még a francia forradalom idején kezdte el területi terjeszkedését, 1811-ben érve el ennek csúcspontját. 1790-ben 83 megyéje volt és 1811-re ezek száma 130 lett azokkal, melyeket a magához csatolt területekben szervezett meg. Azok a területek voltak ezek, amelyek a XXI. században olyan országokat alkotnak, mint Belgium, Luxemburg, Hollandia és olyan területeket, mint Németország a Balti-tenger mentén fekvő régiói Lübeckig bezárólag, valamint Olaszország északi és dél-nyugati, az Adriai-tenger mentén fekvő régiói, beleértve Róma régióját. A mai Szlovéniát és Horvátországot magukba foglaló Illír Tartományokat nem szervezték a francia megyék mintájára, de ezek is Franciaországhoz voltak csatolva. Utolsóként Katalóniát csatolták Franciaországhoz 1812-ben, és ezzel 134-re emelkedett a francia megyék száma, de már nem sikerült teljesen megszervezni a katalóniaiakat. Olyan városok, mint Hamburg, Amsterdam, Bruxelles, Firenze és Róma francia megyeszékhelyek voltak. A császárság teljes területe csaknem elérte a 900 000 négyzetkilométert, lakosainak száma pedig 42 millión felül volt.
Az előbbi uralkodók vagy Napóleon családjához tartozók uralma alatt voltak a csatlós államok: a Rajnai Szövetség Németország többi területein azon kívül, ami Poroszországból maradt; a Varsói Hercegség perszonálunióban Szászorsággal, tehát gyakorlatilag a Rajnai Szövetség része; a kontinentális Itália többi része (az Itáliai Királyság és a Nápolyi Királyság); Svájc és Spanyolország. A legyőzött Poroszország és Ausztria kényszerből Franciaország szövetségesei voltak.

## A császárság hanyatlása és bukása

### Az oroszországi hadjárat

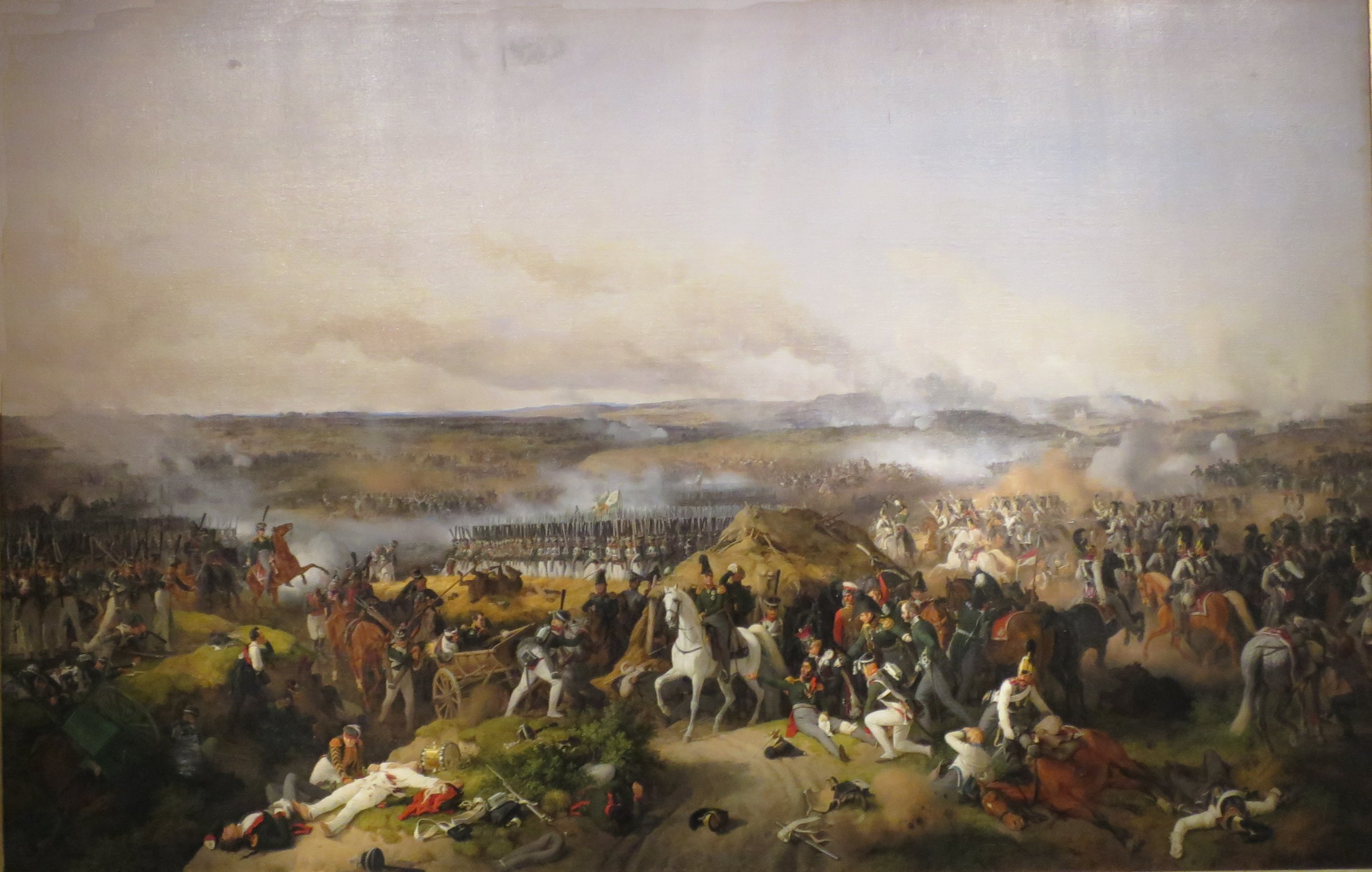
A borogyinói csata

Franciaország viszonya Oroszországgal megromlott főleg gazdasági okok miatt, mivel Oroszországot hátrányos helyzetbe hozta a Nagy-Britanniával való kereskedelem ellehetetlenítése. Ugyanakkor Oroszország veszélyt látott Lengyelország esetleges helyreállításában, ami az általa elcsatolt lengyel területek elvesztését jelentette volna. Napóleon háborúra készült nagy hadsereget összpontosítva. Egyes történészek szerint kb. 500 000 katonáról, viszont mások szerint csaknem 650 000-ről volt szó. Nemcsak franciák voltak, hanem a csatlós államokból is, valamint Poroszországból és Ausztriából is. Ezért hívták „a húsz nemzet hadseregé”-nek. 1812. április 8-án I. Sándor ultimátumot küldött Napóleonnak azt kérve, hogy vonja vissza csapatait az Elbától nyugatra és hogy írjon alá egy Oroszországnak előnyösebb kereskedelmi egyezményt. Válasz nélkül hagyva az ultimátumot, június 24-e és 27-e között Napóleon hadserege élén behatolt Oroszországba a Nyeman folyón átkelve.
Az oroszok kerülték a harcot és visszavonultak. Napóleon követte őket, de katonái szenvedtek a fárasztó erőltetett meneteléstől a kánikulában és az éhségtől. Ellátási nehézségeik voltak, főleg mert a oroszok a felperzselt föld taktikáját alkalmazták, nem hagyva maguk mögött élelmezési forrásokat. Ezen kívül kozák partizánok is elkezdték támadni őket. Végül a Kutuzov tábornok vezette orosz csapatok megálltak felvenni a harcot Napóleonnal a borogyinói csatában, nem messze Moszkvától. Nagyon sok halott és sebesült volt, főleg orosz. Harcászati győzelem volt Napóleon számára, de nem döntő, mely nem jelentett semmiféle hadászati előnyt. Az orosz sereg visszavonult és Napóleon Moszkva felé haladt, de az oroszok onnan is visszavonultak csaknem az egész lakosságot evakuálva. Mégis néhány száz embert, köztük sok köztörvényes bűnözőt maguk mögött hagytak, hogy gyújtsák fel a várost. Szeptember 15-e estéjén, miután a napóleoni sereg bevonult Moszkvába, kitört a tűzvész. Napóleon és csapatainak egy része elhagyta a várost, majd visszatért öt nap múlva, miután az eső eloltotta a tüzet. Már csak kb. 100 000 fegyelmezetlen embere volt, akik kifosztottak mindent, amit megtaláltak abban, ami még megmaradt a városból, de arra nem gondoltak, hogy felkészüljenek a télre. Napóleon megpróbált kapcsolatba lépni I. Sádorral, hogy tárgyaljon vele, de sikertelenül. Időközben az orosz hadsereg felerősödött, több mint 250 000-es létszámra jutott, köztük sok jobbággyal. A bojárjaik megengedték, hogy részt vegyenek a háborúban, mely honvédő jellegű lett az oroszok számára.

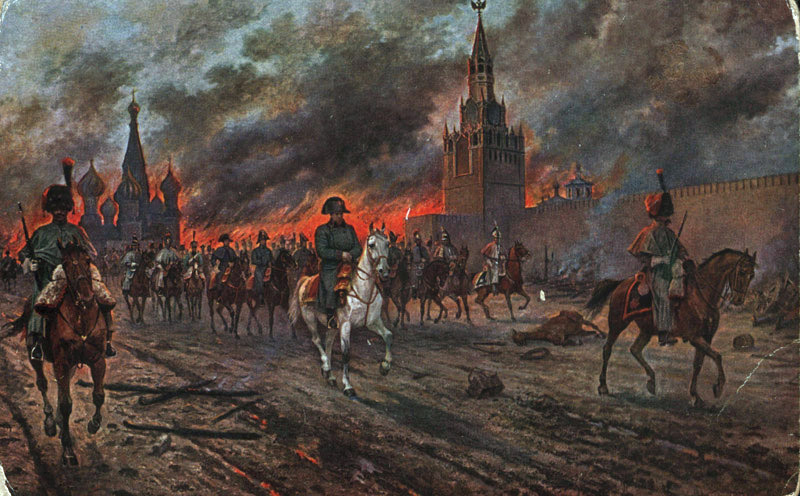
Az égő Moszkva

Október 19-e és 22-e között Napóleon serege kivonult Moszkvából nyugat felé más úton, mint az, amelyen Moszkva felé ment azelőtt, hogy ellátási forrásokhoz jusson, de Malojaroszlavecben megütközött az oroszokkal. Nem volt döntő csata, de Napóleon arra kényszerült, hogy ugyanazon az útvonalon vonuljon vissza, amely már fel volt dúlva. Azt remélte, hogy serege Szmolenszkben töltheti a telet és ott felerősödhet. Miközben rendetlenül haladt, a sereget gyakran érték kisebb támadások az orosz hadsereg és a partizánok részéről. A katonák éheztek, az elesett lovakból voltak kénytelenek táplálkozni. A tél nagyon korán állt be, november elején. Az éhséghez a hideg is hozzáadódott, olykor –20 °C alatti hőmérséklettel, ami ellen a nem megfelelően öltözött katonák nem tudtak védekezni. November 9-én értek Szmolenszkbe, ahol voltak tartalékok, de néhány nap alatt, gyakorlatilag kifosztva felélték, majd a fosztogatás kiterjedt az egész városra. November 12-e és 17-e között hagyták el a Berezina folyó felé haladva. Már csak kb. 40 000 katona volt harcképes, akik után kb. 50 000 sebesült, beteg és civil vonszolta magát. Azt a hidat, amelyen át akartak kelni a folyón, az oroszok lerombolták, és Napóleon utászai kénytelenek voltak sebtében, a jéghideg vízben, hősi erőfeszítéssel két pontonhidat megépíteni. Az átkelés november 26-án kezdődhetett meg. Az oroszok támadtak, de a napóleoni sereg helytállt a november 28-i csatában és sikerült átkelnie kb. 5000 halottat veszítve. Mégis kb. 10 000 ember, sebesült katonák és civilek nem tudtak átkelni és fogságba estek, miután másnap a hidakat felgyújtották.

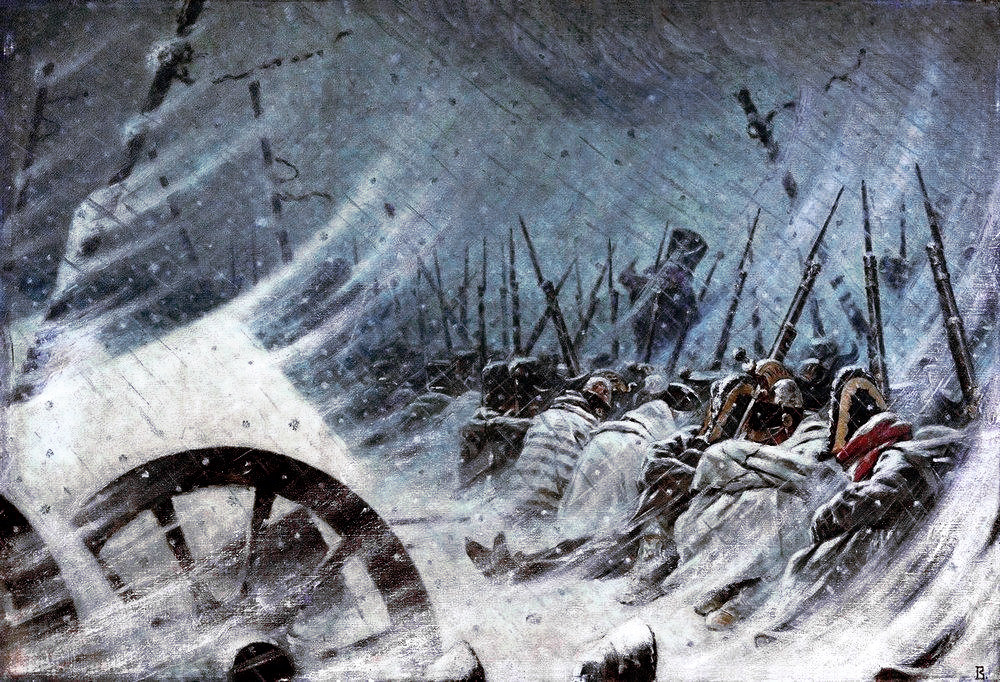
A napóleoni hadsereg tábora az Oroszországból való visszavonulás idején

A visszavonulás ugyanolyan rendezetlenül folytatódott. Napóleon attól tartott, hogy rendszere veszélybe kerül, ha vereségének híre előtte jut Franciaországba, ezért december 6-án Párizs felé indult kisebb kísérettel, miután átadta serege parancsnokságát Murat-nak. A legyőzöttek december 8-án értek Vilniuszba, ahonnan hamar el kellett menniük, mert továbbra is űzték őket az oroszok. Elhagyták az Orosz Birodalom területét, de az orosz sereg is átkelt utánuk a Nyemanon december 13-án. A napóleoni seregnek már csak kevesebb, mint 20 000 embere volt.

## A hatodik koalíciós háború

#### Az elcsatolt területek és a csatlós államok elvesztése

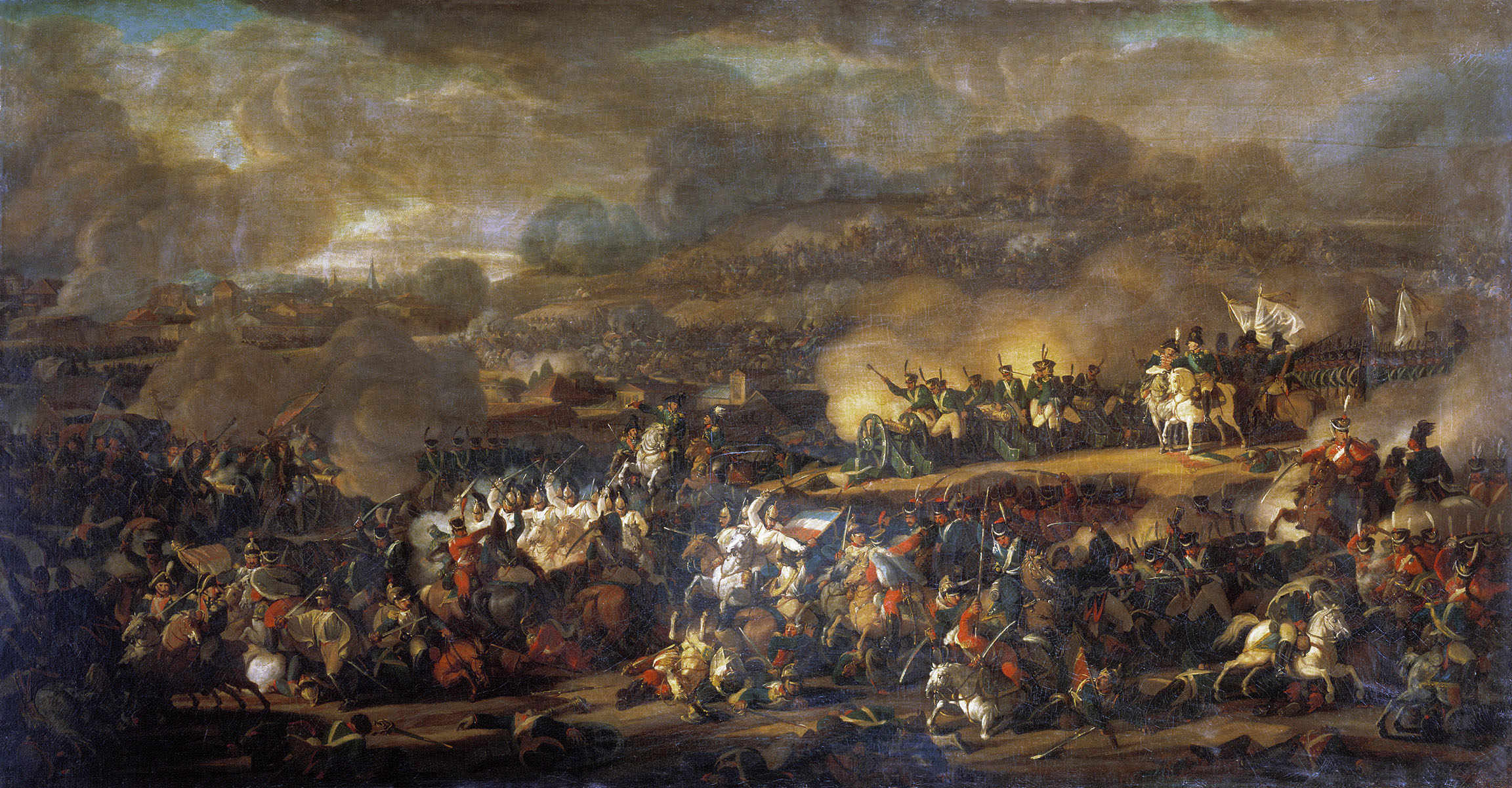
A lipcsei csata

Az Oroszországi vereség után Napóleon szövetségi rendszere kezdett felbomlani.
1812 decemberének végén az oroszországi hadjáratban részt vett porosz csapatok parancsnoka egyezményt írt alá az oroszokkal, és a franciák kivonulni kényszerültek Kelet-Poroszországból. III. Frigyes Vilmos porosz király habozott egy ideig, de 1813. február 28-án szövetséget kötött Oroszországgal és elkezdte mozgósítani hadseregét. Ezzel újabb koalíció alakult Franciaország ellen, a hatodik.
Közben, amint visszatért Franciaországba, Napóleon fiatalok besorozásával elkezdte felújítani hadseregét. Kevés idő állt rendelkezésére ezek teljes kiképzésére, hadseregének legjobb része pedig Spanyolországban volt elfoglalva.
A oroszokkal és a poroszokkal vívott háború 1813 májusában éledt fel újra Szászországban. Napóleon könnyen győzött néhány csatában és visszaszorította az ellenfeleit az Odera folyón túlra, majd június 4-én tűzszünetet írtak alá. Béketárgyalások kezdődtek Prágában, melyek augusztus 10-én megszakadtak. Ausztria is belépett a koalícióba és hadat üzent Franciaországnak. Még Nagy-Britannia és Svédország vettek részt a koalícióban. Lezajlott néhány csata külön-külön a koalíciókban részt vevő országok csapataival váltakozó eredményekkel a franciák számára, majd mind összegyűlt Lipcsénél. Napóleonnak kevesebb katonája volt, mint az ellenfeleinek, és az október 16-a és 19-e között lezajlott csatában legyőzték, amihez hozzájárult egy szász hadosztály dezertálása is. Három francia hadtestet foglyul ejtettek az ellenfelek. A szászországi hadjárat november 2-án ért végett, és Napóleon átkelt a Rajnán vissza Franciaországba. E vereség nyomán elvesztette az egész Rajnai Szövetséget.
Közben folytatódott a háború Spanyolországban, francia győzelmekkel és vereségekkel. 1813-ban Wellesley nagy offenzívát indított Portugáliából három hadtest, egy brit, egy portugál és egy spanyol felkelőkből álló parancsnokaként. A franciáknak vissza kellett vonulniuk Salamancát, majd Valladolidot feladva, és végleg vereséget szenvedtek 1813. június 21-én Vitoria közelében. Ezzel Napóleon Spanyolországot is elvesztette.
1813. november 4-én az amsterdami francia helyőrségnek ki kellett vonulnia a városból, hogy az ellenfelek elébe menjen, és a városban felkelés tört ki. November 16-án a francia hatóságok elmenekültek, és a hatalmat triumvirátus vette át, aki visszahívta az orániai herceget. Belgium is elveszett a franciák számára, miután egy ideig ellenálltak Antwerpenben.
1813. december 21-én az osztrákok behatoltak Svájcba Genf felé haladva, és december 29-én Svájc törvényhozása hatályon kívül helyezte az országot Franciaország csatlós államává tevő dokumentumot.
Murat, a Nápolyi Királyság uralkodója elárulta Napóleont az angolokkal és az osztrákokkal tárgyalva, 1814. január 17-én pedig a koalíció pártjára állt. Elfoglalta Rómát, majd Toscanát, és ezzel az Itáliai Királyságnak is vége lett..

#### A hatodik koalíciós háború utolsó fázisa

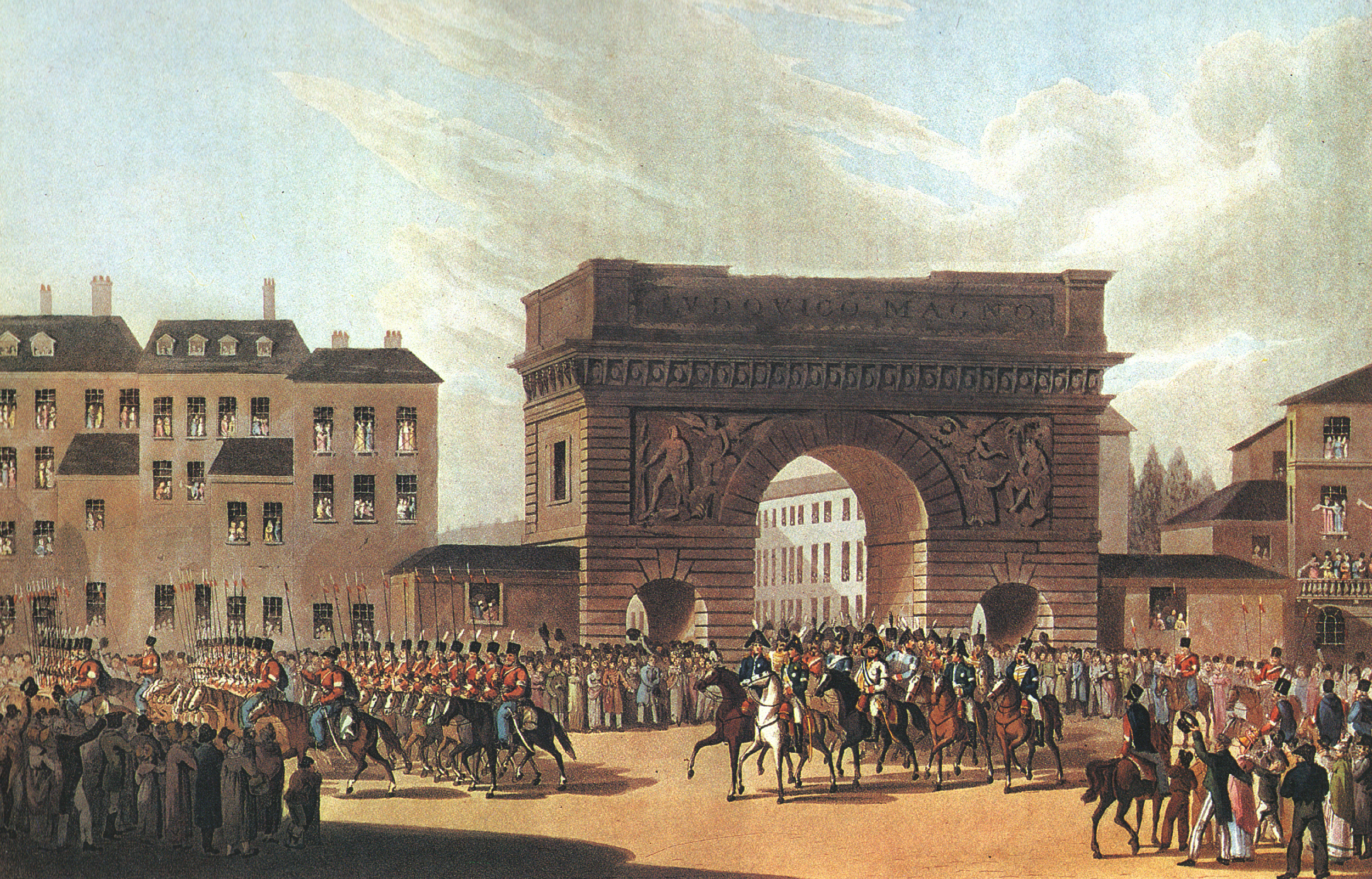
Orosz csapatok Párizsban

Ez a fázis Franciaország területén zajlott le. A koalíció seregei három irányból hatoltak be Franciaországba. Túl kevés katonája lévén, Napóleon vereséget szenvedett 1814. február 1-én a La Rothière-i csatában, majd a szövetséges csapatok két részre váltak szét és Párizs felé indultak külön útvonalakon. Napóleon négy csatát nyert az egyik részük ellen, majd egy csatát a másik ellen is, ezzel késleltetve a ellenfelek haladását. Napóleon még kétszer győzött, majd egy utolsó csatát vívott meg Arcis-sur-Aube-nál és vereséget szenvedett. A szövetségesek folytatták haladásukat Párizs felé és megtámadták március 30-án. Napóleon nem tudott odajutni és megállt Fontainebleau-ban. Mivel nem volt lehetőségük megvédeni Párizst, a hatóságok kapituláltak, és március 31-én a szövetségesek bevonultak a városba.
Közben az angolok élükön Wellesley-vel, aki közben megkapta a Wellington hercege címet, délről nyomultak be az országba, március 21-én elfoglalták Lyont, majd április 10-én Toulouse-t. Ezt a várost addig védték a franciák, mivel nem tudtak a párizsi kapitulációról.

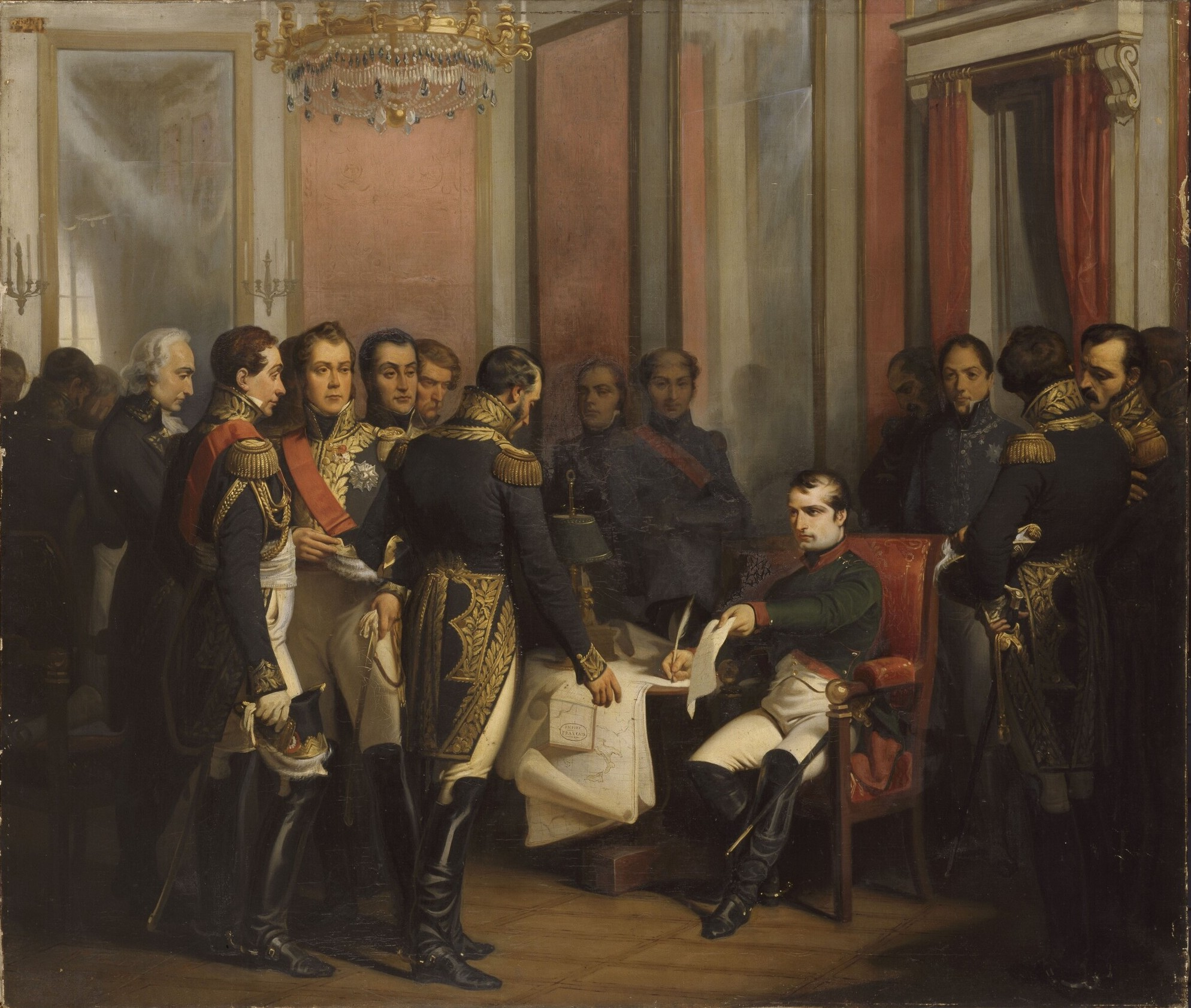
Napóleon első lemondásáról való dokumentum átadása

Április 1-én Talleyrand, az egyetlen fontos személyiség, aki Párizsban maradt és palotájában szállásolta el I. Sándort, ideiglenes kormányt alakított XVIII. Lajos két emberéből és a saját két emberéből. Április 2-án a Szenátus bejelentette Napóleon trónfosztását, amit április 3-án a Törvényhozó Testület is jóváhagyott. Napóleon hat marsallja Fontainebleau-ba ment és meggyőzte őt, hogy mondjon le fia javára. I. Sándor nem volt hajlandó ezt elfogadni és április 6-án Napóleon újra lemondott, ezúttal feltételek nélkül. Egyezmény született arról, hogy Napóleon megkapja az Elba szigete feletti szuverenitást és két millió frankos járadékot a francia kormánytól. XVIII. Lajos elindult Angliából és május 3-án Párizsba érkezett, Napóleon pedig május 4-én partra szállt Elbán.

## A királyság első restaurációja
XVIII. Lajos királysága nem jelentette a francia forradalom által megszüntetett abszolút monarchia visszatérését. Ún. „alkotmányos karta” készült, amely alkotmányos monarchiát vezetett be 1814. június 4-i kihirdetésekor. A király nemzeti megbékélést kívánt, mégis elégedetlenségek jelentek meg. A közvélemény egy része megalázottnak érezte magát a május 30-án megkötött párizsi békeszerződés feltételei miatt. Emellett a lakosság egy részét ingerelték olyan vallásos megszorítások, amelyektől elszokott. Másrészt azok, akik a forradalom alatt a római katolikus egyháztól elkobzott és államosított javakat vettek meg, attól tartottak, hogy vissza kell őket szolgáltatni.

## A száznapos uralom

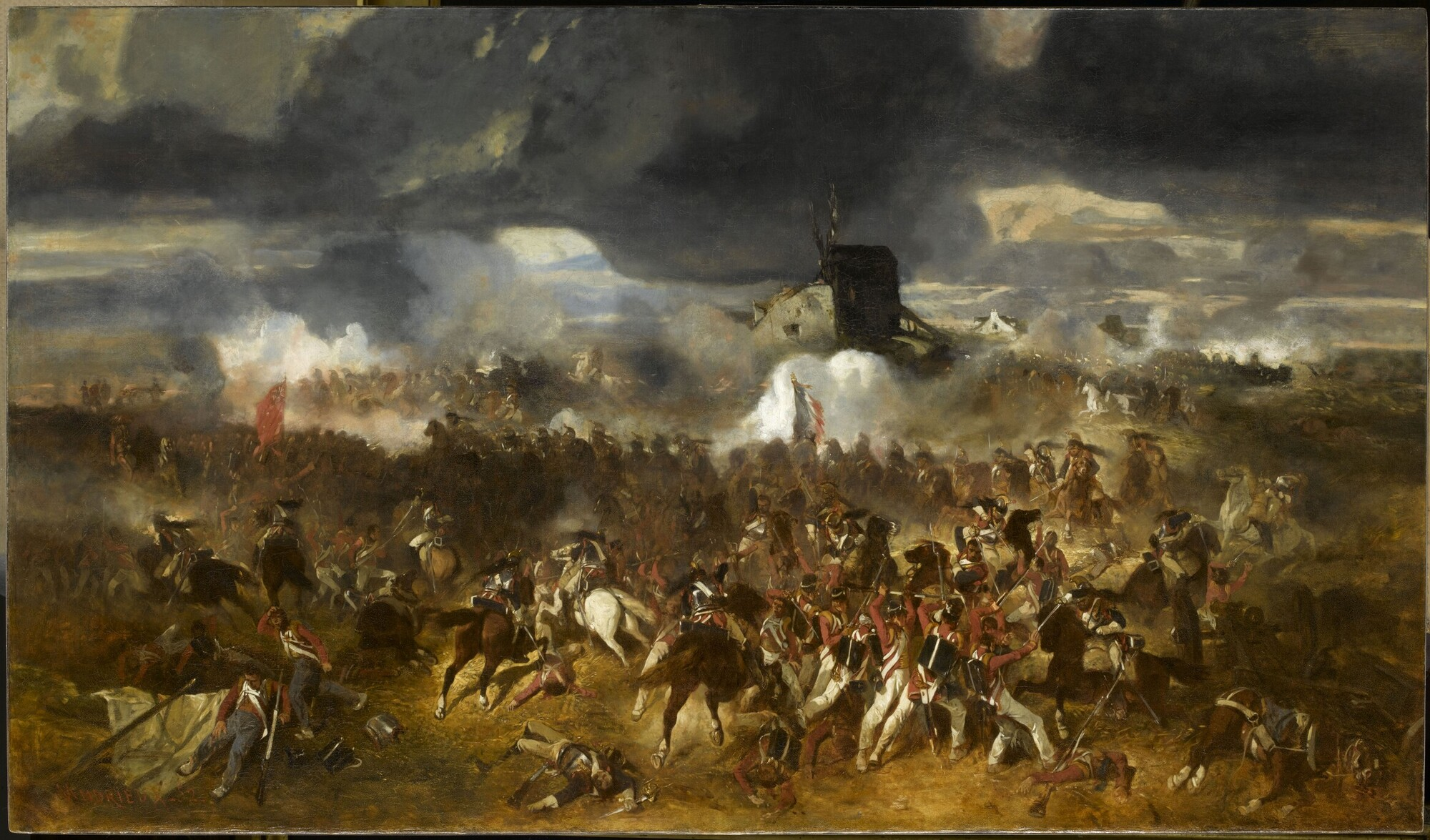
A waterlooi csata

Napóleon tudott a franciaországi helyzetről és elhatározta, hogy visszaszerzi hatalmát. Elhagyta Elba szigetét és 1815. március 1-én hívei kis csoportjával partra szállt Franciaországban. Nem fogadták szívesen Provence-ban, ezért kikerülte a királypárti érzelmek uralta régiókat és az Alpokban fekvő kisvárosokon át haladt. Digne-ben és Sisteronban a hatóságok félreálltak az útjából. Mielőtt Grenoble-ba ért, a hadsereg egyik ezrede melléállt, majd a városban ennek helyőrsége is. Március 6-án Grenoble már Napóleon hatalmában volt. Párizsban törvényen kívülinek nyilvánították és felkészültek megállítani Lyonnál, de az ottani helyőrség ellenkezett. Március 10-én Napóleont lelkesen fogadták Lyonban. Bordeaux-ban is az ellene való felhívásokat elutasította a hadsereg, bár a város lakossága hű volt a királyhoz. Michel Ney, Napóleon volt marsallja, akit ellene küldtek, kibékült vele saját katonái unszolására. Az 1815. 19-éről 20-ára virradó éjszakán a király elmenekült Gentbe. 20-án este Napóleon be is költözött a Tuileriák palotájába.
Lényegtelen változtatásokat tartalmazó kiegészítő szöveg került a császárság alkotmányába, és új, liberálisok által uralt képviselőházat választottak meg. Napóleon nehezen talált minisztereket a végrehajtó hatalom gyakorlására. A Franciák már nem támogatták Napóleont az egykori lelkesedéssel. Ezen kívül újra kirobbant nyugaton a királypártiak felkelése abban a szellemben, mint a forradalom idején, ezért a hadsereg egy része ott kellett maradjon ennek elfojtására.
Még mielőtt Napóleon Párizsba ért, újabb koalíció alakult meg Franciaország ellen, a hetedik, és tagjai újból ellene indultak, bár Napóleon biztosítani próbálta őket, hogy be fogja tartani a velük aláírt békeszerződést. Napóleon Belgium felé indult az angol és a porosz csapatok elébe, hogy ne egyesülhessenek az orosz és az osztrák csapatokkal. Június 16-án lezajlott csatákban győzött, de június 18-án vereséget szenvedett a végéig bizonytalan kimenetelű waterlooi csatában.
A vereség híre június 20-án ért Párizsba és Joseph Fouché, aki Napóleon alatt rendőrminiszter volt, átvette a hatalmat és öttagú végrehajtó bizottságot alakított. Június 22-én Napóleon úrja lemondott fia, II. Napóleon javára, aki Bécsben tartózkodott. A bizottság elvben a kiskorú új császár régensségét volt hivatott ellátni, de valójában Fouché XVIII. Lajos visszatérését készítette elő, aki július 8-án érkezett Párizsba. Napóleont a Szent Ilona-szigetre száműzték.

## A császárság mérlege
A császárságot egyeduralmi rendszernek és a forradalom kiváltotta lényeges változások folytonosságának ellentmondásos ötvözete jellemezte. Ezeknek és a napóleoni reformoknak köszönhető a modern Franciaország megszületése. A forradalomtól örökölt változások között volt a feudális társadalmi rendszer megszüntetése és a nemesi privilégiumok eltörlése, főleg a polgárság javára és általában a állampolgárokká lett összes lakos elvbéli jogegyenlősége.
Napóleon a jogegyenlőséget monarchiára jellemző, de új arisztokráciát képező társadalmi elit kialakításával vegyítette. Erre szolgált az általa kezdeményezett Becsületrend, melyet az ancien régime alatti rendek mintája ihletett. Ugyanabból a célból intézményesítette 1808. március 1-én a birodalmi nemességet azzal, hogy olyan elnevezésű nemesi címeket adományozott, mint az ancien régime idején, de nem a születés vagy a gazdagság alapján, hanem elvben személyes erények és az állam szolgálatának díjazásaként, de privilégiumok nélkül.
Miután a forradalom idején üldözték a vallásokat, a császárság egyenlő jogokat biztosított mindegyiknek, és nem létezett államvallás. Ebben a keretben megerősítette a forradalom első törvényhozása, az Alkotmányozó Nemzetgyűlés által 1791-ben a zsidóknak megadott teljes jogú állampolgárságot, bár 1808-ban csak az ország észak-keleti részében élő askenázi zsidókra érvényes korlátozó megkülönböztetést vezetett be a kereskedelem terén.
Fontos újdonság volt a Napóleon által kezdeményezett és 1804-ben kihirdetett Polgári törvénykönyv. Cikkelyeinek nagy része a 2000-es évek elején is hatályban volt.
1806-ban elkezdték az állami oktatási rendszer megszervezését, ami az Université (egyetem) elnevezést kapta. Szerkezete lényegében ugyanaz a 21. században is: elemi iskola; két ciklusos középfokú oktatás, az első collège, a második lycée (líceum) elnevezéssel; faculté (kar) nevű felsőoktatási intézmény. Ugyanakkor osztották fel az országot académies elnevezésű oktatási körzetekre azonos nevű intézményekkel, és számukra tanfelügyelőket neveztek ki.
Franciaország elterjesztette azokat a forradalombeli változásokat, amelyeket megörökölt, és a napóleoni reformokat az összes hozzácsatolt területen és a csatlós államaiban. Ezért a feudalizmus megszűnt létezni vagy nagyon meggyengült bennük, a szabadság és az egyenlőség eszméjének meghonosodásával együtt. Ehhez hozzájárult az ott is bevezetett francia polgári törvénykönyv, melyet egyes országokban megtartottak a császárság bukása után is, esetleg módosításokkal. A 19. és a 20. század folyamán mintaként szolgált sok olyan országban, amelyek nem voltak Franciaországnak alárendelve, nemcsak Európában, hanem Törökországban, Latin Amerikában és Afrikában is.
A nyugat-európai francia uralom hozzájárult a nemzeti érzelmek feléledéséhez és a liberális eszmék kikristályosodásához az összes európai országban, és később ezek erélyesen fognak megnyilvánulni. Ugyanakkor Napóleon legyőzése után Franciaország másodlagos hatalom lett Európában. Gazdaságilag legyengült, hosszabb időre semleges lett az európai geopolitikában és csaknem tengerentúli gyarmatainak egészét elveszítette, mindez főleg Nagy-Britannia javára.